# Shizuo Kakutani

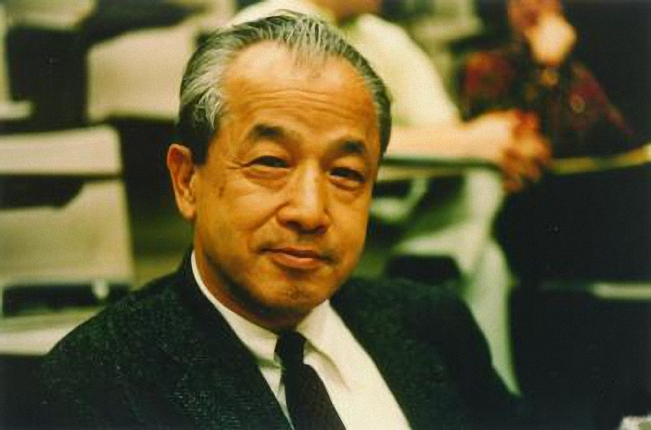
Shizuo Kakutani (1970)

Shizuo Kakutani (jap. 角谷 静夫, Kakutani Shizuo; * 28. August 1911 in der Präfektur Osaka; † 17. August 2004 in New Haven, Connecticut) war ein japanisch-amerikanischer Mathematiker.

## Leben
Kakutani besuchte die Universität Tōhoku, dort war Tatsujiro Shimizu sein Betreuer, bei dem er mit der Arbeit  Applications of the theory of pseudo-regular functions to the type-problem of Riemann surfaces promoviert wurde. 1940 ging er auf Einladung von Hermann Weyl für zwei Jahre an das Institute for Advanced Study in Princeton, N.J. Während seines Aufenthalts traf er auch John von Neumann.
Während des Zweiten Weltkriegs unterrichtete Kakutani an der Universität Osaka. Er kehrte 1948 zum Institute for Advanced Study zurück und bekam von Yale 1949 eine Professur, die er bis zu seinem Ruhestand 1982 innehatte.
Der Fixpunktsatz von Kakutani ist eine Verallgemeinerung von Brouwers Fixpunktsatz. Seine bedeutendste Anwendung ist der Beweis der Existenz des Nash-Gleichgewichts in der Spieltheorie. Außerdem lieferte er Beiträge zur Charakterisierung von positiven Linearformen, daher trägt der Darstellungssatz von Riesz-Markow-Kakutani seinen Namen.
1950 hielt er einen Plenarvortrag auf dem Internationalen Mathematikerkongress in Cambridge (Massachusetts) (Ergodic theory). 1959 wurde er in die American Academy of Arts and Sciences gewählt.
Zu seinen Doktoranden zählt Alexandra Bellow (Alexandra Ionescu Tulcea).
Die Literaturkritikerin Michiko Kakutani (* 1955) ist seine Tochter.